# Гагуа Григорій Афанасійович
Григорій Афанасійович Гагуа (нар. 4 грудня (17 грудня) 1915, Поті, Російська імперія — 7 серпня 2001, Кобулеті, Аджарія, Грузія) — радянський футболіст, півзахисник і захисник. Заслужений майстер спорту.

## Спортивна кар'єра
На початку футбольної кар'єри виступав за команди з рідного міста Поті — «Водник» (1930—1932) і «Динамо» (1933—1934). Один сезон захищав кольори футбольного колективу тбіліського університету.
Своєю грою привернув увагу керівництва тбіліського «Динамо», у складі якого виступав до 1950 року. У першій першості серед клубних команд «динамівці» стали переможцями групи «Б» і здобули путівку до еліти радянського футболу.
1937 року грав у фіналі кубка СРСР (поразка від московських «одноклубників» з рахунком 2:5). У липні брав участь у двох матчах проти збірної Країни Басків: у складі «Динамо» (0:2) і збірної Грузії (1:3). У суперників тричі відзначився Ісідро Лангара, учасник чемпіонату світу 1934 року.
Наступного сезону виконав норматив на звання «Майстер спорту». Віце-чемпіон країни 1939 і 1940 років. Вдруге грав у фіналі кубка СРСР 1946 року, але знову його команда поступилася московському клубові. Цього разу, у додатковий час, сильнішим виявився «Спартак» (2:3). Третій призер чемпіонатів 1946 і 1947 років.
1948 року отримав почесне спортивне звання «Заслуженний майстер спорту» (разом з одноклубниками Віктором Панюковим, Арчілом Кікнадзе і Сергієм Шудрою). За 11 сезонів провів 155 матчів в елітному дивізіоні, відзначився забитими м'ячами у ворота ленінградського «Зеніта» і команди «Крила Рад» з Куйбишева. У кубку СРСР провів 23 матчі.
З 1951 року — на тренерській роботі. У серпні 1954 року змінив на посаді керманича тбіліського «Динамо» Бориса Пайчадзе. Сезон команда завершила на восьмій позиції (серед 12 учасників). На початку 1958 року, вдруге очолив «динамівців», але вже в квітні передав свої повноваження Василю Соколову. В наступні роки працював з молодими футболістами в столиці Грузії.

## Досягнення
- Другий призер чемпіонату СРСР (2): 1940, 1939
- Третій призер чемпіонату СРСР (2): 1946, 1947
- Фіналіст кубка СРСР (2): 1937, 1946

## Статистика
Статистика виступів в офіційних матчах:
| Сезон             | Команда           | Чемпіонат | Чемпіонат | Чемпіонат | Кубок | Кубок |
| Сезон             | Команда           | Ліга      | Ігри      | Голи      | Ігри  | Голи  |
| ----------------- | ----------------- | --------- | --------- | --------- | ----- | ----- |
| 1936              | «Динамо» Тб       | Д-2       | 6         | 0         | 1     | 0     |
| 1936              | «Динамо» Тб       | Д-1       | 3         | 0         | 1     | 0     |
| 1937              | «Динамо» Тб       | Д-1       | 11        | 0         | 7     | 0     |
| 1938              | «Динамо» Тб       | Д-1       | 9         | 0         | —     | —     |
| 1939              | «Динамо» Тб       | Д-1       | 22        | 0         | 3     | 0     |
| 1940              | «Динамо» Тб       | Д-1       | 18        | 1         | —     | —     |
| 1944              | «Динамо» Тб       | —         | —         | —         | 1     | 0     |
| 1945              | «Динамо» Тб       | Д-1       | 11        | 0         | 1     | 0     |
| 1946              | «Динамо» Тб       | Д-1       | 18        | 0         | 5     | 0     |
| 1947              | «Динамо» Тб       | Д-1       | 20        | 1         | 2     | 0     |
| 1948              | «Динамо» Тб       | Д-1       | 25        | 0         | 3     | 0     |
| 1949              | «Динамо» Тб       | Д-1       | 16        | 0         | —     | —     |
| 1950              | «Динамо» Тб       | Д-1       | 2         | 0         | —     | —     |
| Усього за кар'єру | Усього за кар'єру | Д-1       | 155       | 2         | 23    | 0     |
| Усього за кар'єру | Усього за кар'єру | Д-2       | 6         | 0         | 23    | 0     |